# Golden Arrow (tren)

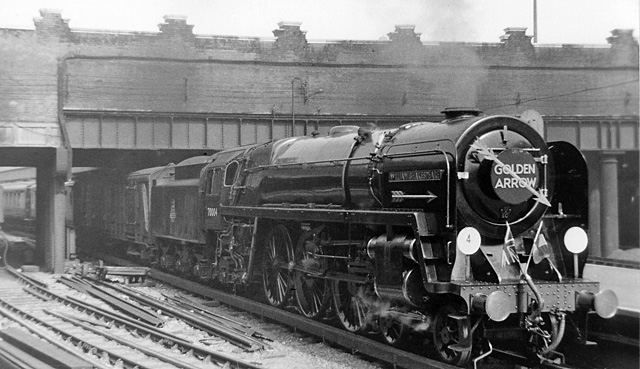
„Golden Arrow” părăsind Gara Londra Victoria în 1953

Golden Arrow (în română Săgeata Aurie, în franceză Flèche d’Or) a fost un tren de pasageri de lux care a fost pus în funcțiune de compania de căi ferate din Marea Britanie. Trenul făcea legătura între Londra și Dover, de unde pasagerii puteau lua feribotul până la Calais. De acolo pasagerii puteau lua trenul francez Flèche d’Or până la Paris.

## Istorie

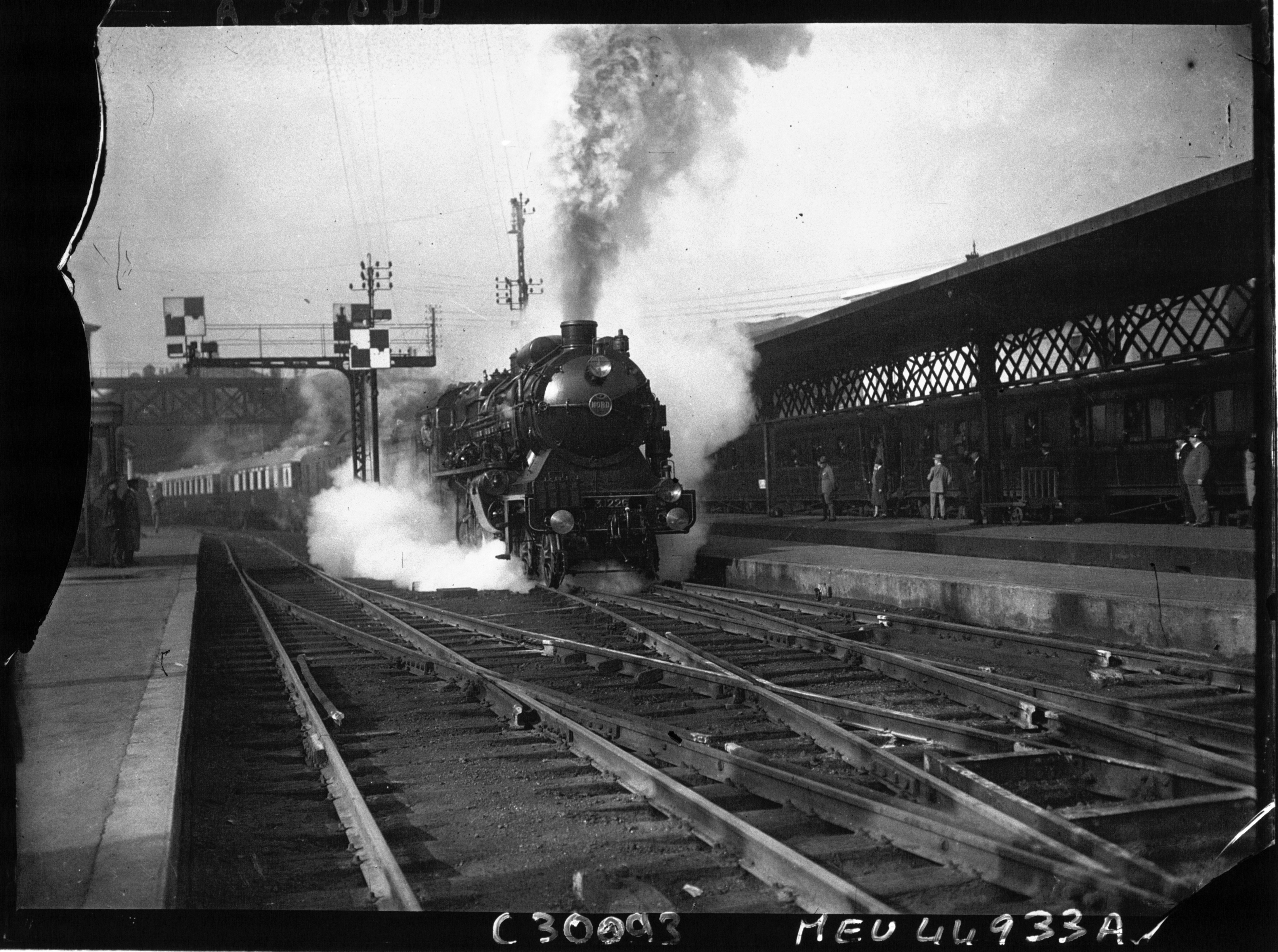
Versiunea franceză a trenului, 1927

Flèche d’Or a fost introdus în Franța în 1926 pentru a face legătura între Paris și Calais. Pe 15 mai 1929 compania Southern Railway din Regatul Unit a lansat echivalentul său, conectând gara Londra Victoria de Dover. Simultan, compania a introdus un feribot de clasa întâi (numit TSS Canterbury), pentru a face conexiunea între Dover și Calais. Trenul avea de obicei 10 vagoane, cuplate la o locomotivă din clasa Lord Nelson, iar o călătorie de la Londra la Dover dura 98 de minute. În 1931 au fost adăugate mai multe vagoane de clasa întâi și a treia. În același timp, TSS Canterbury a fost modificat pentru a putea susține mai multe clase de pasageri.
Trenul nu a mai fost folosit după începutul celui de-al Doilea Război Mondial în septembrie 1939, dar a fost repus în funcțiune după război, pe 15 aprilie 1946. Golden Arrow parcurgea șinele de cale ferată cu vagoanele sale de dinainte de război și cu un vagon bar. Din 10 octombrie 1946 feribotul Canterbury a fost înlocuit cu SS Invicta. În 1949 Golden Arrow pleca din gara Londra Victoria la ora 10:30, iar trenul care pleca din Calais ajungea la Paris (Gara Paris-Nord) la 17:30. Trenul francez pleca din Paris la 12:15, iar trenul Golden Arrow ce pornea din Dover ajungea la Londra la ora 19:30.
În 1951 a fost construit un nou set de vagoane cu ocazia Festivalului Britaniei.
În 1961 trenul a devenit electric, permițând o accelerație mai mare. Ultima cursă Golden Arrow a avut loc pe 30 septembrie 1974. Trenul a fost scos din funcțiune datorită numărului mic de pasageri.

## Conservare
Calea ferată Bluebell din Sussex păstrează un Golden Arrow, împreună cu vagoanele "Car 64 (Christine)", "Fingall" și "Car 76 (Lillian)".

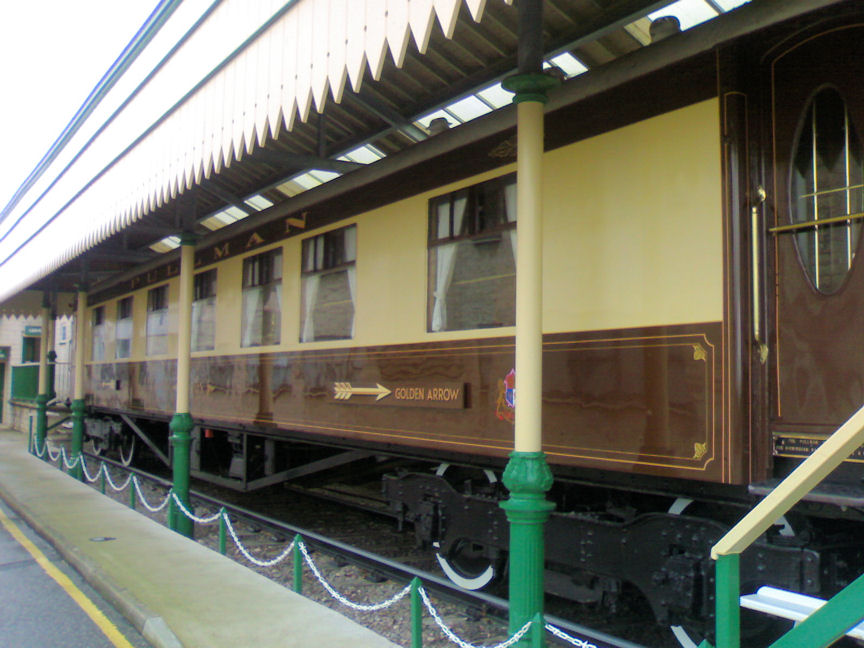
Un vagon Golden Arrow restaurat în Pecorama, Devon

Pe 6 mai 1994 Golden Arrow s-a întors pe calea ferată dintre Londra și Devon cu ocazia inaugurării Tunelului Canalului Mânecii. Vagoanele au fost trase de către locomotiva Britannia.
Insigna "Golden Arrow" (un disc verde pe care scrie "Golden Arrow", cu o săgeată care trece prin cele două litere O) încă este sub posesia departamentului de transport britanic.

## Legături externe
- SEMG page - 2nd page
- http://www.dover-kent.co.uk/transport/golden_arrow.htm
- Bluebell Railway's Golden Arrow train.
- Winchester, Clarence, ed. (22 martie 1935), „The Golden Arrow”, Railway Wonders of the World, pp. 232–239, contemporary account of the train